# Ladefläche

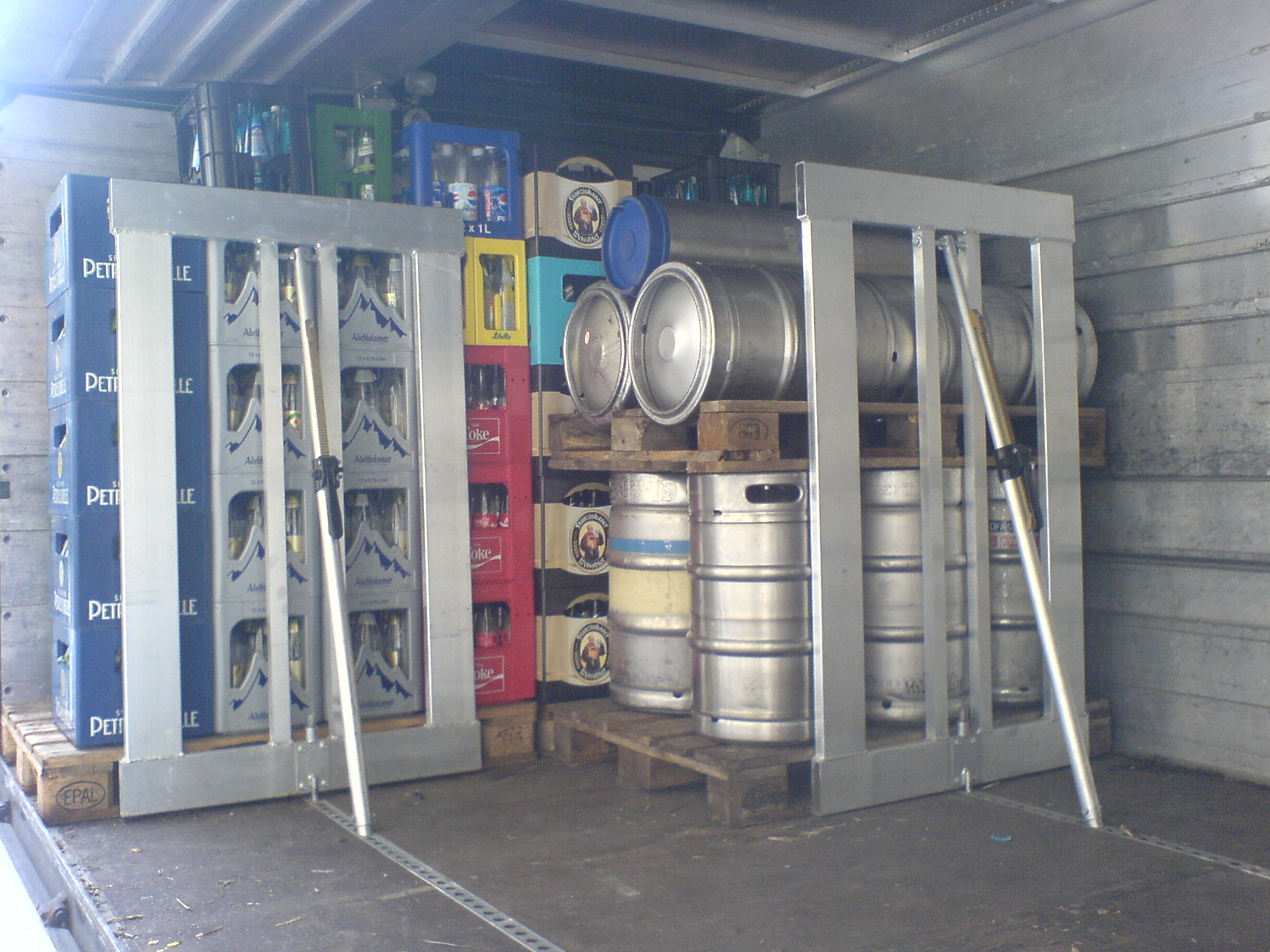
Getränke als Stückgut auf einer Ladefläche

Eine Ladefläche (auch Ladebrücke oder Brücke) ist der Teil eines Nutzfahrzeugs, eines Anhängers oder eines Güterwagens, auf den Güter aufgeladen werden. Als Fläche wird sie in Quadratmetern ausgedrückt. Die Ladefläche dient in der Regel der Aufnahme von Stückgut und ist in der Regel fest mit dem Chassis verbunden, im Fall von Wechselaufbauten oder beim Containerchassis kann sie jedoch in aufgebauten Kästen vorliegen.

## Nutzung
Eine Ladefläche wird vor allem zum Transport von Stückgut, seltener auch für Schüttgut, genutzt. Für den Transport flüssiger und gasförmiger Medien werden entsprechende Transportaufbauten verwendet (Tankaufbauten).

## Typen
Bei Nutzfahrzeugen und auch bei Güterwaggons lassen sich offene und geschlossene Ladeflächen unterscheiden.

### Nutzfahrzeuge

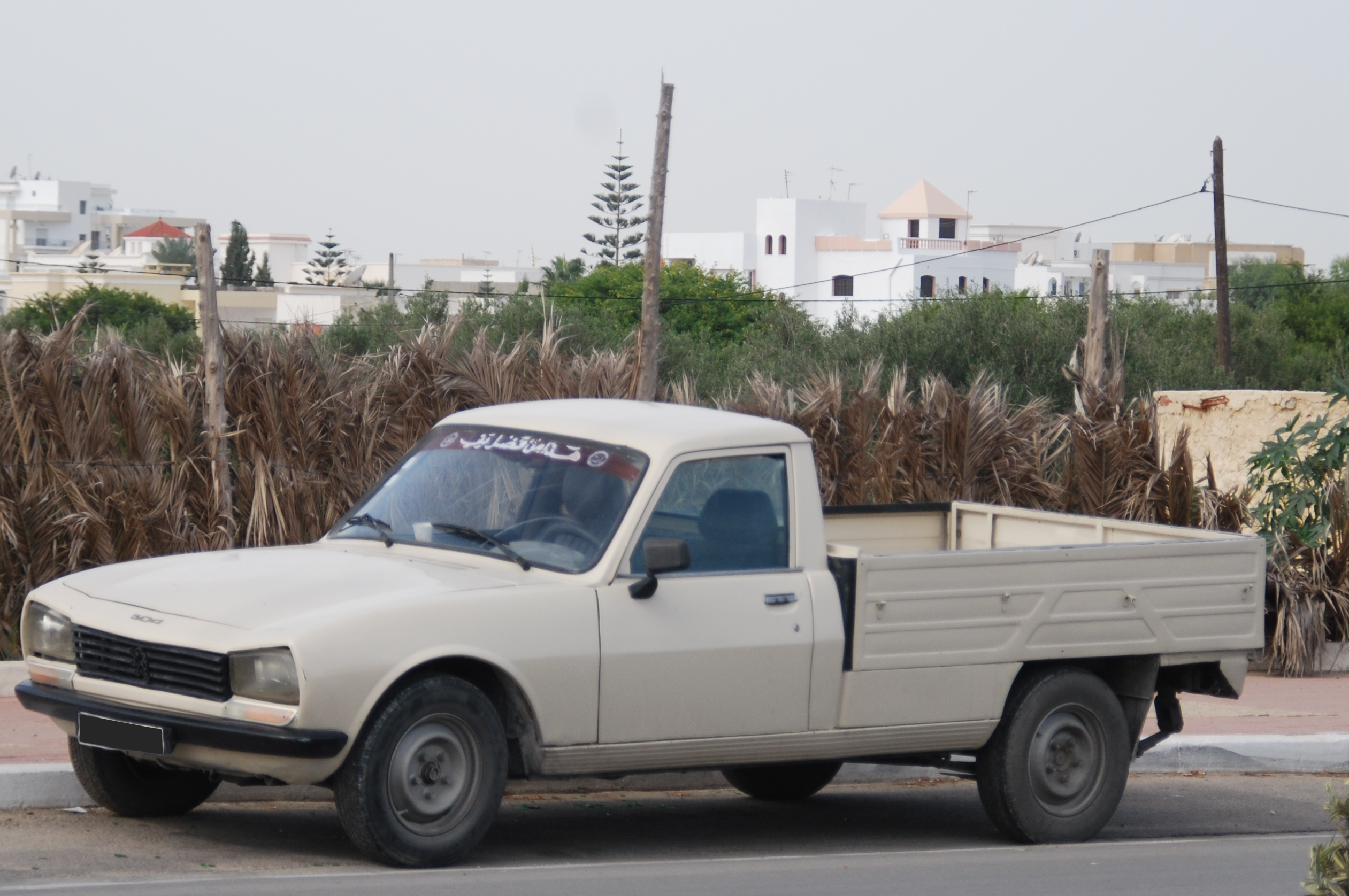
Pick-up Peugeot 504 mit offener Ladefläche

Bei Nutzfahrzeugen finden sich offene Ladeflächen bei Pritschenwagen, Pick-ups und bei Nutzfahrzeuge mit Kippbrücke, während geschlossene Ladeflächen bei Kastenwagen und Nutzfahrzeugen mit Kofferaufbau (als Spezialformen u. a. Kühlwagen, auch ISO-Container oder Wechselladerfahrzeuge) zu finden sind. Kombinationskraftwagen, umgangssprachlich Kombis, sind dabei Personenkraftwagen mit einer geschlossenen Ladefläche, die dem Kastenwagen entsprechen.

### Ladefläche im Schienenverkehr
Auch bei Güterwagen lassen sich neben vielen Spezialformen offene Güterwagen von gedeckten Güterwagen unterscheiden. Die Ladefläche eines Güterwagens wird bei den meisten Bahnen an den Langseiten der Wagen angeschrieben. Die 1912 erschienene Enzyklopädie des Eisenbahnwesens von Victor Freiherr von Röll beschreibt die Kennzeichnung folgendermaßen:

„Bei den zur Tierbeförderung dienenden Wagen muß mit Rücksicht auf die Frachtberechnung die Anschrift der Ladefläche erfolgen. Bei mehrbödigen und bei den in mehrere Abteile geteilten Wagen muß die Ladeflächen derart angegeben sein, daß die Größe eines jeden Raumes ersichtlich ist“

### Ladefläche im Schiffsverkehr
Sehr große Containerschiffe für ISO-Container können bis zu 400 m lang und über 50 m breit sein. Tausende dieser Container werden – neben- und übereinander – durch Ladeluken in Laderäume eingehoben, insbesondere leere oder solche mit Kühlaggregaten jedoch auch bis über Deckhöhe oder auf Ladeflächen an Deck gestapelt und verzurrt.

## Rechtliche Aspekte
In Deutschland ist die Mitnahme von Personen auf der Ladefläche von Kraftfahrzeugen nach § 21 Absatz 2 Straßenverkehrs-Ordnung in der Regel verboten.

## Belege
1. ↑  
Victor Freiherr von Röll: Enzyklopädie des Eisenbahnwesens. Band 7. Berlin und Wien 1915; S. 44. (online)
2. ↑  
Straßenverkehrs-Ordnung (StVO): § 21 Absatz 2